# Бурхард (герцог Тюрингії)
Бурхард (д/н — 3 серпня 908) — останній герцог Тюрингії і маркграф Сорбської марки у 893—908 роках.

## Життєпис
Розглядається як нащадок графа Бурхарда, що був вірним васалом короля Людовика II Німецького. Втім достеменно виявити родинні зв'язки сучасним дослідникам складно, оскільки в ранньосередньовічній Тюрингії серед графів було поширеним ім'я Бурхард. Можливо, про нього згадується в 857 та 866 роках.
893 року призначено маркгерцогом Тюринзьким (герцогом Тюрингії та маркграфом Сорбським). Протягом усього правління вів війни з Драгомиром і угорцями. Проти останніх діяв спільно зі Спитігнєвом I, князем чехів, якого у 895 року змусив визнати зверхність короля Арнульфа. У 908 році очолив великий похід проти угорців, що вдерлися в межі Тюрингії, але в битві при Айзенаху зазнав поразки й загинув. Після цього герцогство Тюрингія втратило самостійний статус і було включено до Саксонського герцогства.

## Родина
Висловлюється думка, що Бурхард був предком Веттінів. Можливо, один з його синів (Бурхард або Бардон) був батьком Деді, графа в Гассегау. Той же, в свою чергу, був батьком Дітриха — першого достовірно відомого представника роду Веттінів.